# Icaiche
Icaiché (Chichenha).- Jedno od plemena pravih Maya Indijanaca nastanjenih u džunglama poluotoka Yucatána, čije je izvorno ime bilo Chichenha, koje su izmijenili nakon poraza (1863.) od svojih krvnih neprijatelja, Cruzob Indijanaca. Pod vodstvom vođe Marcos Canula napadaju gradove u Belizeu, Corozal Town (1870) i Orange Walk Town (1872). 

## Vanjske poveznice
- Northern Belize - The Caste Wars of the Yucatan and northern Belize  Arhivirana inačica izvorne stranice od 25. studenoga 2005. (Wayback Machine).